# MP 34
A MP 34 (Maschinenpistole 34, "Submetralhadora 34") é uma submetralhadora que foi fabricada pela Waffenfabrik Steyr como Steyr-Solothurn S1-100 e usada pelo Exército Austríaco e pela Gendarmaria Austríaca e posteriormente por unidades do Exército Alemão e da Waffen-SS, na Segunda Guerra Mundial. Uma arma excepcionalmente bem feita, foi usada por algumas forças até a década de 1970.

## História
A MP 34 foi baseada em um projeto para a MP 19 da empresa Rheinmetall com sede em Düsseldorf. A arma é semelhante em projeto à MP 18 Bergmann, que entrou em serviço no final da Primeira Guerra Mundial.
As restrições à fabricação de certos armamentos dentro do Tratado de Versalhes de 1919 proibiam a Alemanha de fabricar certos tipos de armas, como armas de fogo automáticas leves (designadas como submetralhadoras com canos superiores a quatro polegadas (102 mm) e carregadores com mais de oito munições). Para contornar o tratado, a Rheinmetall adquiriu a empresa suíça Waffenfabrik Solothurn em 1929 e iniciou a produção secreta de um protótipo. O que viria a ser a MP 34 foi originalmente designada como 'S1-100' usando a convenção de nomenclatura padrão da empresa.
Devido à empresa Solothurn ser inadequada para produção em massa, a Rheinmetall assumiu o controle acionário da Waffenfabrik Steyr, uma fabricante de armas estabelecida na Áustria. As armas fabricadas pela Steyr foram vendidas através da Steyr-Solothurn Waffen AG, com sede em Zurique, para os mercados comercial e militar.
A MP 34 foi fabricada com os melhores materiais disponíveis e acabada com o mais alto padrão possível. Foi tão bem fabricada que muitas vezes foi apelidada de "Rolls-Royce das submetralhadoras". No entanto, seus custos de produção eram extremamente altos como consequência.

## Operação
A MP34 era uma arma de fogo seletivo (semiautomático ou automático), disparando em modo blowback com ferrolho aberto. A mola de retorno estava localizada na coronha de madeira e ligada ao ferrolho por meio de uma longa haste, presa por meio de um pivô na parte traseira do ferrolho. O fácil acesso ao conjunto do ferrolho e do gatilho era feito por meio de uma tampa superior articulada que se abria e avançava pressionando duas travas de liberação. Isso torna os procedimentos de limpeza muito fáceis de executar.
No lado esquerdo da coronha havia uma chave seletora de fogo deslizante (marcada pelas letras T e S). As execuções iniciais de produção da arma tinham uma trava de segurança estilo Schmeisser (semelhante à MP 40) na forma de um corte em forma de gancho que era usado para engatar a alavanca do ferrolho quando o ferrolho era armado (o que era notoriamente inseguro). Os modelos posteriores incluíam uma trava de segurança manual na tampa superior, bem na frente da alça de mira. Esta trava de segurança pode travar a arma na posição armada ou fechada.
Carregadores de cofre de 32 ou 20 tiros eram alimentados pelo lado esquerdo e o alojamento do carregador era ligeiramente inclinado para a frente para melhorar a alimentação e evitar emperramentos. Além disso, o mesmo alojamento do carregador incorporava um recurso de recarga do carregador. Um carregador vazio pode ser inserido por baixo e travado no lugar. De cima, pentes (de 8 cartuchos cada) podiam ser inseridos nos carregadores.
Todas as MP34s foram equipadas com coronha de madeira com semi-empunhadura de pistola. O cano era envolto em uma manga de resfriamento perfurada e tinha um retém de fixação de baioneta no lado direito. Foram instaladas massa e alça de mira tipo rifle (capuz)- esta última marcada de 100 a 500 metros.
Algumas versões da arma podem ser equipadas com um tripé removível para uso como metralhadora.

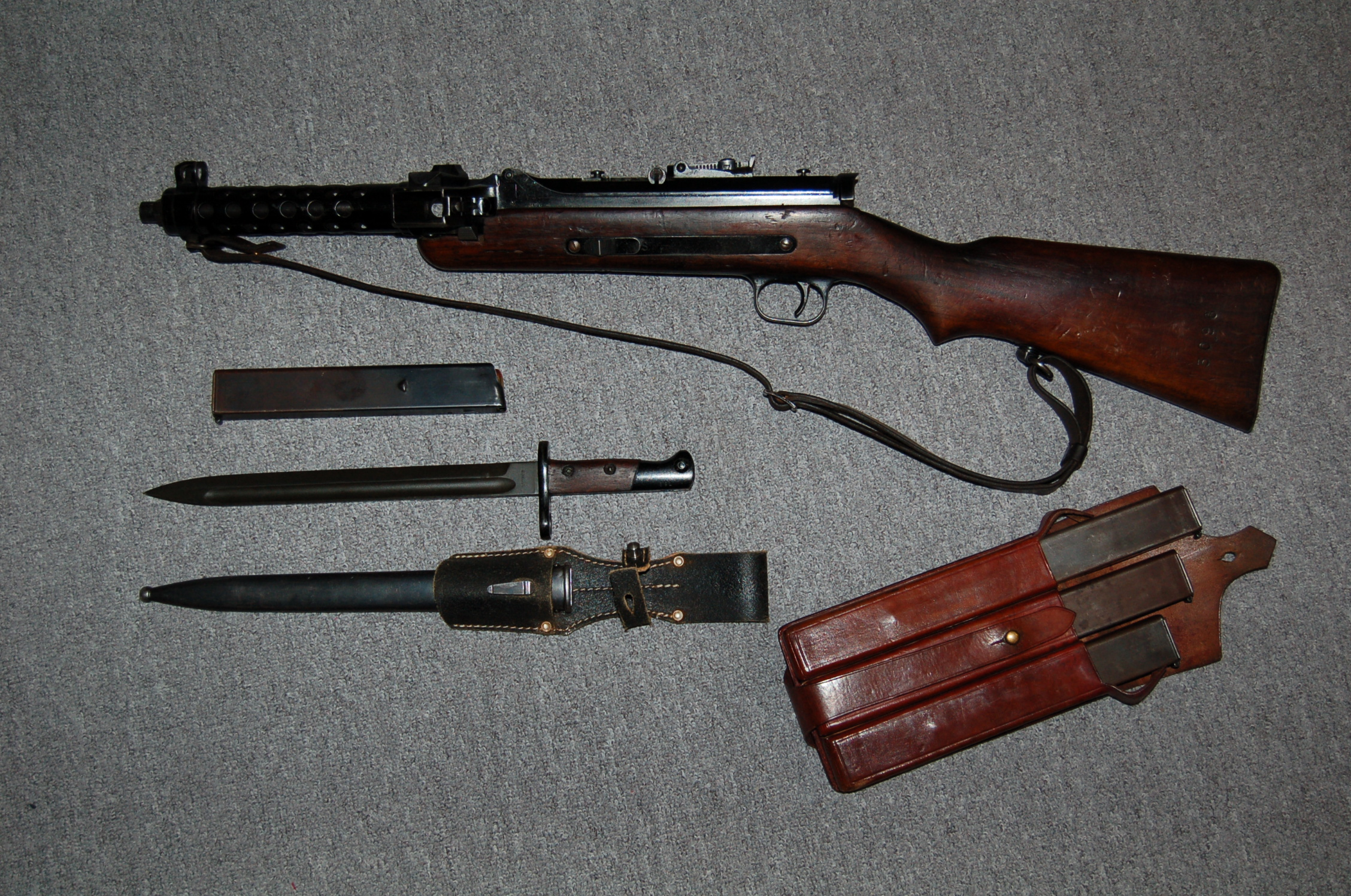
MP 34, baioneta e carregadores sobressalentes
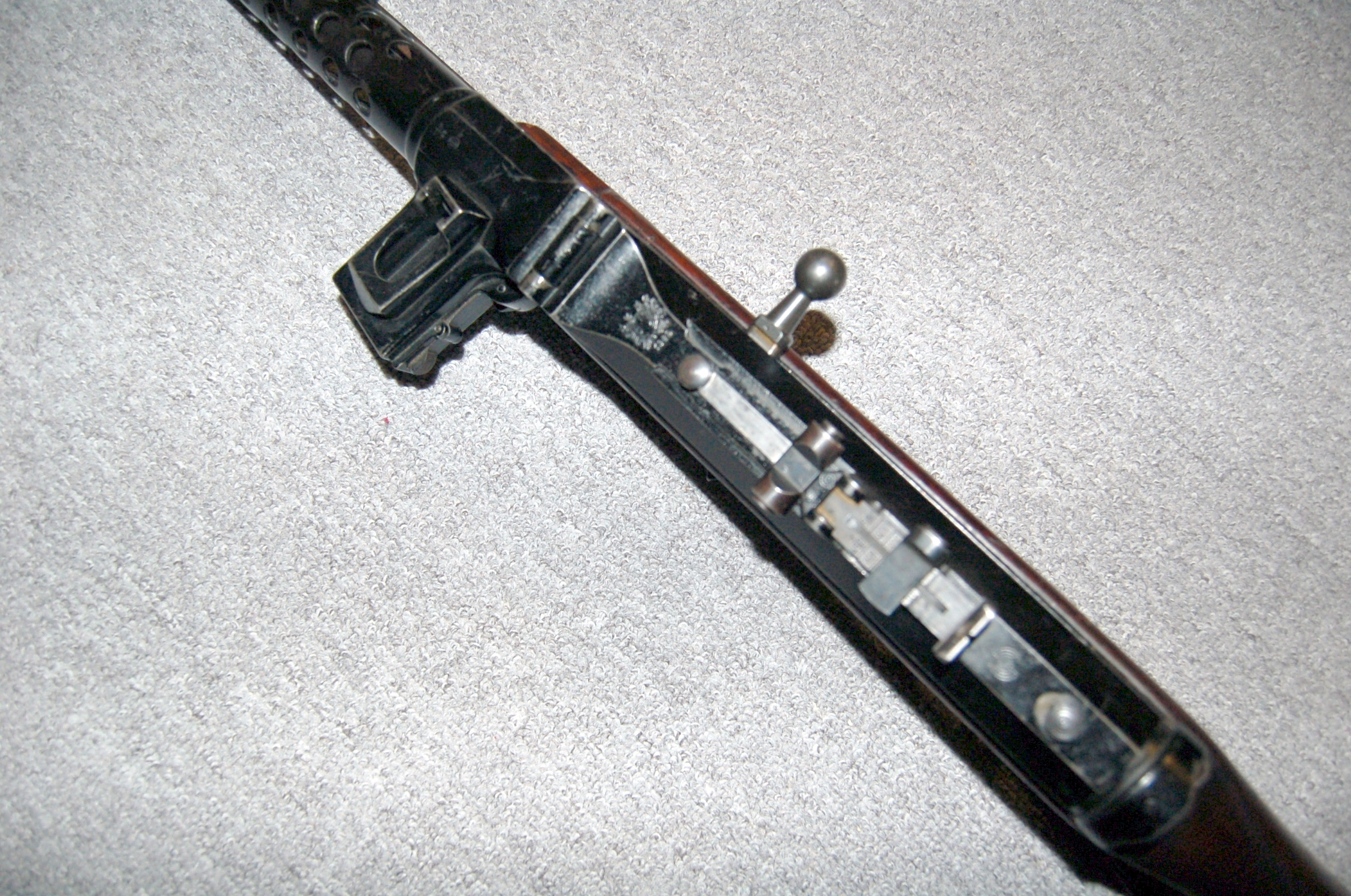
Alça de mira, trava de segurança e alojamento do carregador da MP 34
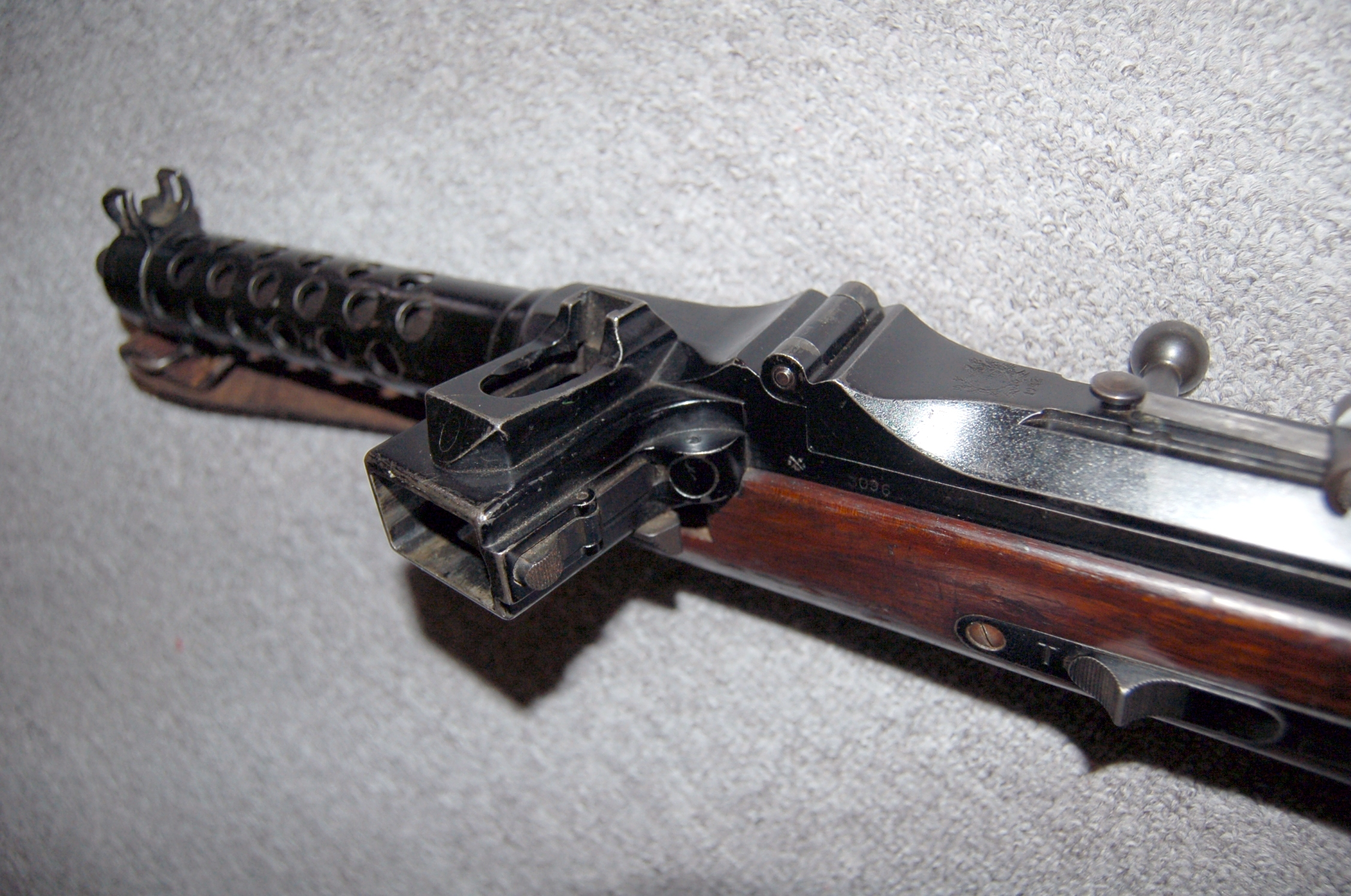
Alojamento do carregador de duas finalidades
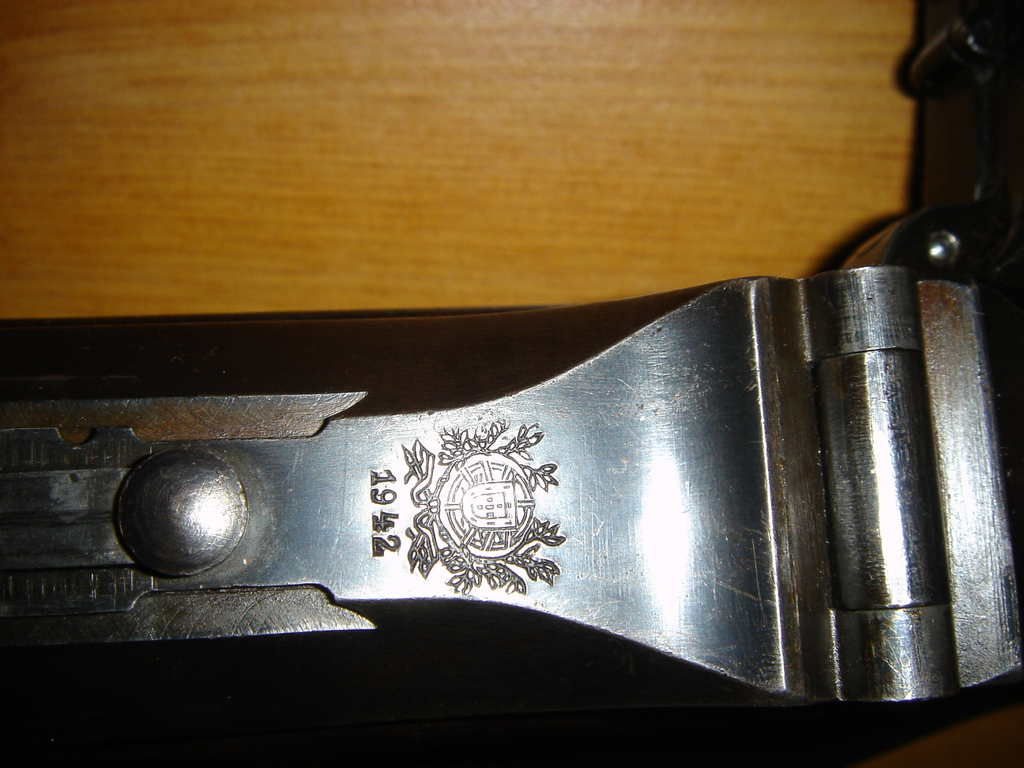
Escudo português no contrato de 1942

## Serviço
Em 1930, a polícia austríaca aceitou a S1-100 como a Steyr MP30, com câmara para os cartucho de pistola padrão austríaco 9×23mm Steyr. As armas vendidas para a América do Sul, China e Japão eram do calibre 7,63×25mm Mauser.
O Exército Austríaco adotou a Steyr-Solothurn S1-100 como a Steyr MP34, com câmara para a poderosa munição 9×25mm Mauser.
Com o Anschluss de 1938 entre a Alemanha e a Áustria, o exército alemão adquiriu a maior parte das MP30 e MP34 disponíveis. Um número foi então convertido para munição 9×19 e distribuído para as tropas alemãs como MP34(ö) - Maschinenpistole 34 österreichisch ("Submetralhadora 34, austríaca"). A produção da MP34 cessou em meados de 1940, e as linhas de fabricação em Steyr passaram para a produção da MP 40 - uma arma de projeto muito mais simples e muito mais barata de produzir do que a MP34. Como uma arma pequena padrão substituta, teve um serviço de combate relativamente curto, uma vez que quantidades do MP38 se tornaram disponíveis, embora algumas MP34 tenham sido usados por unidades da Waffen-SS nos estágios iniciais da guerra na Polônia e na França. Em seguida, foi alocada para unidades de segurança e de reserva, incluindo policiais militares e destacamentos de Feldgendarmerie.
Na Grécia, várias forças policiais do Ministério da Segurança, notadamente a polícia mecanizada, foram equipadas com a S1-100 no calibre 9×25mm Mauser. Na Iugoslávia, tanto os partisans quanto os chetniks usaram Solothurn MP34 capturadas carregadas por tropas alemãs e croatas.
Portugal comprou em pequenas quantidades a versão .45 ACP e adotou como Pistola-metralhadora 11,43mm m/935. Portugal também comprou pequenas quantidades da S1-100 no calibre 7,65x21mm Luger em 1938, e a arma foi adotada como a submetralhadora Pistola-metralhadora 7,65 mm m/938 Steyer. Em 1941 e 1942, um maior número de MP34 de 9 mm foi entregue a Portugal pela Alemanha. No serviço português, a MP34 9mm era conhecida como Pistola-metralhadora 9mm m/942 Steyer. Muitas m/942 carregam uma crista portuguesa logo à frente do mecanismo de segurança em combinação com marcações Waffenamt (WaA). A m/942 permaneceu em serviço no Exército Português na década de 1950 e foi usada até a década de 1970 por forças paramilitares e de segurança nas colônias africanas ultramarinas de Portugal durante a Guerra do Ultramar.
Durante o final da década de 1930, o Japão importou um pequeno número de MP 34 para teste e emissão limitada.

## Operadores
- Áustria[10]
- Bolívia[1][11]
- Bulgária- Um pequeno número foi adquirido para unidades policiais na década de 1930; usado em maior número durante a Segunda Guerra Mundial[12]
- Chile[3]
- República da China[2]
- Reino da Grécia - Usada pela polícia e forças de gendarmeria[4]
- El Salvador[3]
- Império Etíope[13]
- Alemanha Nazista[13]
- Reino da Hungria[10]
- Partisans italianos - Exemplos usados capturados de soldados alemães[14]
- Império do Japão[13]
- Peru[15]
- Portugal[13]
- Espanha
- Suécia[13]
- Uruguai[3]
- Venezuela
- Estado Independente da Croácia
- Partisans iugoslavos e Chetniks[5]
- Vietnã